# Tanpura
De tanpura is een begeleidingsinstrument uit de klassieke Indiase muziek, waarmee onveranderlijk een bourdon-akkoord gespeeld wordt als basisklank voor de andere musici. De snaren worden na zorgvuldig stemmen met midden- en wijsvinger van de rechterhand beurtelings in een herhalend patroon aangetokkeld.
De tanpura is een fretloze luit met een lange hals, en een klankkast die lijkt op die van de sitar. Hij heeft meestal vier, soms vijf (zelden zes) snaren, die over een brede, zeer flauw gebogen brug lopen, welke zodanig is gevijld dat de snaren een regenboog van boventonen laten horen die nauwgezet met elkaar in harmonie moeten worden gebracht. Dit principe wordt 'jivari' genoemd en is de akoestische evenknie van lichtbreking door een prisma waarbij wit licht (de grondtoon) zich splitst in de kleuren van de regenboog (de boventonen). In het fijnstemmen wordt gezocht naar de juiste totaal-klank voor de gekozen raga.
George Harrison van The Beatles bespeelde het instrument o.a. in Across the Universe en Within You Without You.
Voorbeelden van stemmingen van de tanpura:
- 4 snaren: PA sa sa SA - 5881
- 4 snaren: MA sa sa SA - 4881
- 5 snaren: PA NI sa sa SA -57881
- 5 snaren: MA NI sa sa SA -47881